# Easy Come Easy Go
Easy Come Easy Go is een nummer van de Belgische zangeres Alice on the Roof uit 2015. Het is de eerste single van haar debuutalbum Higher.
"Easy Come Easy Go" leverde Alice on the Roof een enorme hit op in haar thuisland. Het nummer bereikte de nummer 1-positie in de Waalse Ultratop 50. In Vlaanderen had de plaat minder succes met een 16e positie in de Tipparade.

## Tracklijst
- Muziekdownload

1. "Easy Come Easy Go" - 3:33